# 大華戲院
大華戲院（英語：The Majestic，舊英稱：Majestic Theatre），原中稱「天演舞臺」，是一座位於新加坡牛車水、余東旋街上的歷史建築，鄰近牛車水地鐵站。該建築位於珍珠坊與裕華大廈之間，前身為一座粵劇戲院。

## 歷史

### 早期歷史
1927年，錫礦與橡膠大亨余東旋為了熱愛粵劇的妻子興建了一座粵劇戲院。該劇院最初名為天演舞臺。余東旋還為妻子組建了一個粵劇班子，並購下了劇院所座落的街道，將其命名為余東旋街。
這棟建築由當時著名建築事務所双迈公司（英語：Swan and Maclaren）設計，該事務所亦曾設計萊佛士酒店與維多利亞紀念堂。劇院於1928年完工。
該劇院自啟用起為粵劇演出場所，直到1938年被改建為電影院。邵氏兄弟租用該建築後，將其改名為「皇后戲院」（英語：Queen's Theatre），用以放映最新的粵語賣座電影。
在第二次世界大戰期間新加坡日占時期，該劇院被日軍接管並改名為Tai Hwa Opera House，用以放映日本宣傳影片。

### 戰後時期
1945年日軍投降後不久，邵氏兄弟對該劇院的租約也於同年9月結束。之後，劇院由大華影片公司（英語：The Majestic Film Company）承租，並更名為今日所知的大華戲院。
1956年，國泰機構的拿督陸運濤與兩位合夥人Wong Siew Leng與Teo Cheng Hay以110萬新元向余氏家族購得大華戲院。1950至1960年代間，該戲院不僅深受本地觀眾歡迎，也吸引了來自香港的影星如葛蘭與林黛到訪。

### 重建發展

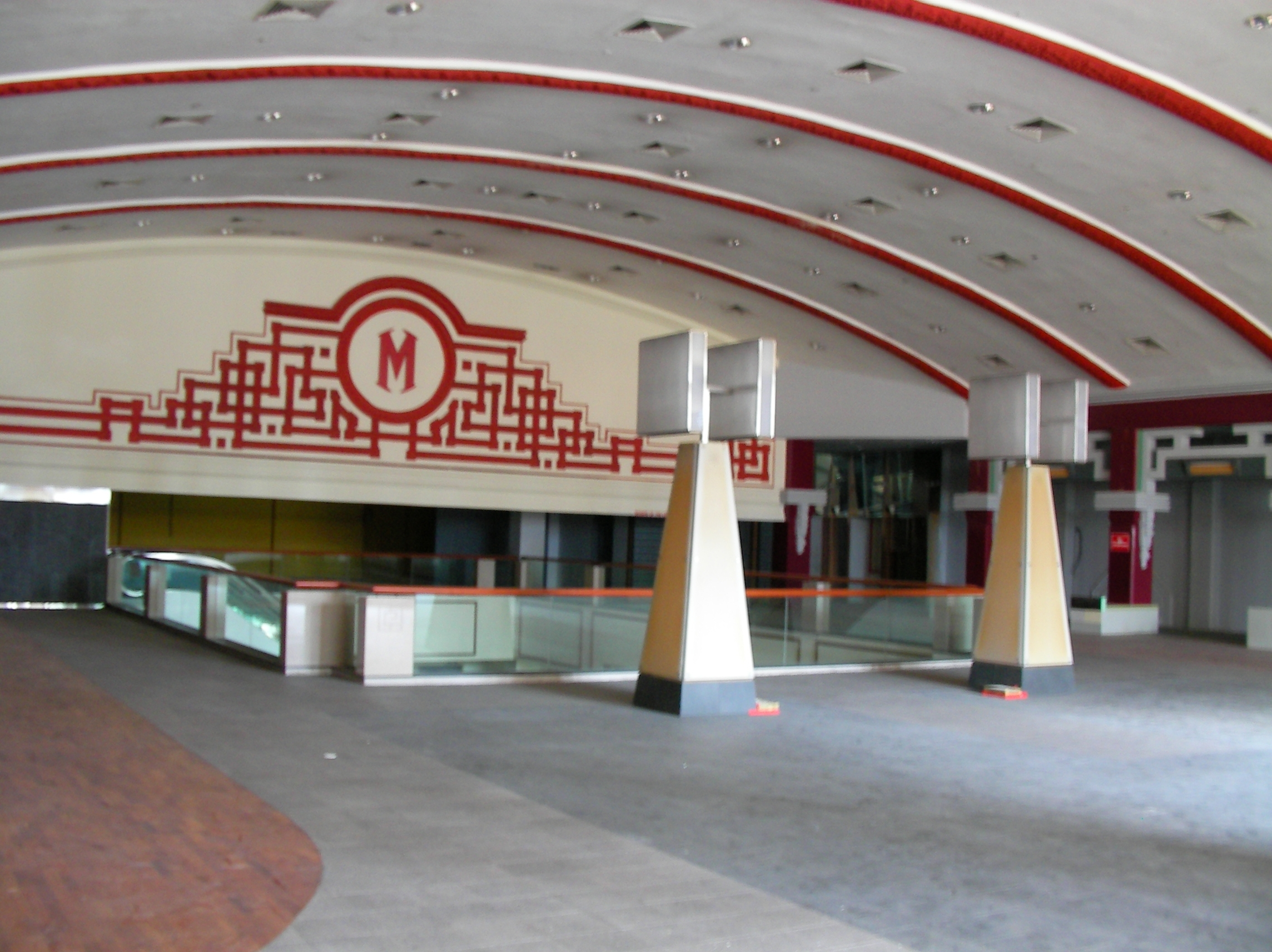
大華戲院的「M」標誌

2000年代初期，大華戲院以約800萬新元的成本進行翻新工程，改建為一座三層樓的購物商場。該保留建築隨後其英文名被重新命名為「The Majestic」（中文名依旧为「大華戲院」），並於2003年1月17日正式開幕。
2007年7月，國泰機構旗下房地產子公司國泰地產將大華廣場公開出售，估價約為4,300萬新元。

## 建築
大華戲院是牛車水區的重要地標之一，曾是當地最宏偉壯麗的建築。該建築融合了中西合璧的建築風格。
戲院的正立面以描繪粵劇場景的瓷磚裝飾，並鑲嵌上色彩斑斕、光彩奪目的馬賽克圖案，其中包括頭尾相連、飛舞盤旋的龍形圖案。劇院設計時可容納觀眾1,194人。
戲院內部是一座寬敞高聳的大廳，配有一座巨大的圓頂天花板。圓頂下方懸掛著一個代表「Majestic（大華）」的英文字母「M」標誌。